# GRACE (Organización)
GRACE es una organización cristiana evangélica quien tiene la misión de combatir agresiones sexuales, abuso psicológico y abuso físico en organizaciones cristianas. Su sede se encuentra en  Lynchburg, Estados Unidos.

## Historia
Los orígenes de GRACE se pueden encontrar en 2003, donde el Profesor bautista Boz Tchividjian creía que las organizaciones evangélicas no manejaban los casos de abuso sexual adecuadamente, después de una llamada telefónica de un periodista. La organización fue fundada oficialmente en 2004 por Tchividjian para ayudar a las iglesias a combatir abuso sexual en organizaciones cristianas.

## Programas
GRACE ofrece programas de prevención de agresiones sexuales, abuso psicológico y abuso físico, investigaciones independientes sobre denuncias de abuso y evaluaciones de cultura organizacional de prevención del abuso.